# Wendell Mitchell Latimer
Wendell Mitchell Latimer (* 22. April 1893 in Garnett in Kansas, USA; † 6. Juli 1955 in Oakland in Kalifornien)
war ein US-amerikanischer Physikochemiker, der vor allem für die Entwicklung der Theorie der Wasserstoffbrückenbindung und sein Buch über Oxidationsstufen und Redoxpotentiale in wässrigen Lösungen bekannt ist. Dieses hat auch dazu geführt, dass eine Darstellung von Redoxpotentialen eines Elements nach ihm Latimer-Diagramm genannt wird.

## Leben
Latimer studierte an der University of Kansas und an der University of Chicago und wechselte dann zur University of California, Berkeley. 1919 wurde er dort bei George Ernest Gibson promoviert. Danach war er in Berkeley Instructor, ab 1921 Assistant Professor, ab 1924 Associate Professor und ab 1931 Professor in Berkeley. 1941 bis 1949 war er Dekan des College of Chemistry 1945 bis 1949 Vorsitzender (Chairman) des Department of Chemistry.
Er baute eine Apparatur zur Verflüssigung von Wasserstoff und lehrte die Gasverflüssigung seinem Kollegen William Francis Giauque, der später für seine Arbeiten bei tiefen Temperaturen den Nobelpreis erhielt. Er hatte in den 1930er Jahren ein Seminar über Kernchemie mit seinem Doktoranden Willard Libby. Libbys Dissertation (1933) bei Latimer enthielt viele der Methoden, mit der dieser später die Radiokarbondatierung begründete. Sein Seminar über Kernchemie wurde auch von Glenn T. Seaborg, Joseph William Kennedy, Sam Ruben und Arthur Wahl besucht und war zu Beginn des Zweiten Weltkriegs eines der aktivsten Forschungszentren zur Kernchemie weltweit. Während des Zweiten Weltkriegs war es daher nur folgerichtig, dass Latimer im Manhattan Project arbeitete und 1942 bis 1946 Direktor der Forschungsgruppe war, die die Chemie des Plutoniums erforschte. Außerdem hatte er eine führende Rolle im Chemie-Programm des Radiation Laboratory der University of California. 1954 wurde er Berater der Atomic Energy Commission. Nach dem Krieg war er ein entschiedener und einflussreicher Befürworter der Wasserstoffbombe.

## Leistungen
Latimers Veröffentlichung zur Theorie der Wasserstoffbrückenbindung zählt zu seinen herausragenden Leistungen, da er erkannt hatte, dass diese Bindung stärker ist als eine gewöhnliche Dipol-Dipol-Wechselwirkung. Dabei arbeitete er mit Worth H. Rodebush zusammen (der in Kansas als Teaching Assistant sein Lehrer gewesen war).
Er gehörte auch 1933 zu den Entdeckern von Tritium. Dabei verwendete er den gerade von Fred Allison entdeckten Allison Effekt (eine magnetooptische spektroskopische Methode). Da diese im selben Jahr aber in Misskredit geriet, wird die Entdeckung meist Ernest Rutherford (1934) zugeschrieben.

## Ehrungen
Latimer erhielt zahlreiche Ehrungen, darunter 1955 die William H. Nichols Medal der  American Chemical Society für Pionieruntersuchungen zur Thermodynamik von Elektrolyten, speziell der Entropie von Ionen in wässriger Lösung (Laudatio). 1940 wurde er in die National Academy of Sciences gewählt, deren Sektion Chemie er 1947 bis 1950 vorstand. 1948 erhielt er den Distinguished Service Award der University of Kansas, 1948 das Certificate of Merit des US-Präsidenten und 1953 hielt er die Faculty Research Lecture der University of California.

## Werke (Auswahl)
- Joel Henry Hildebrand, Wendell Mitchell Latimer: Reference book of inorganic chemistry. The MacMillan Company, 1929, OCLC 173984 (2. Auflage 1940, 3. Auflage 1951).
- Latimer, G. N. Lewis, G. E. Gibson: A revision of the entropy of the elements, J. Am. Chem. Soc., Band 44, 1922, S. 1008
- Wendell Mitchell Latimer, Richard E Powell: A laboratory course in general chemistry. Macmillan, New York Juni 1964, OCLC 291937.
- W. M. Latimer, W. C. Bray: A course in general chemistry, Macmillan 1923, 3. Auflage 1940
- Wendell Mitchell Latimer: The Oxidation States of the Elements and Their Potentials in Aqueous Solution. Prentice-Hall, New York 1938, OCLC 547346 (2. Auflage 1952).
- Latimer, Rodebush: Polarity and Ionization from the Standpoint of the Lewis Theory of Valence, J. Am. Chem. Soc., Band 42, 1919, S. 1419